# Freaky Styley
Freaky Styley je druhé studiové album kalifornské skupiny Red Hot Chili Peppers. Bylo vydáno v roce 1985. Do kapely se před tímto albem vrátil kytarista Hillel Slovak. Album stejně jako předchozí prvotina kapely nedosáhlo komerčního úspěchu.

## Seznam písní
Všechny skladby napsali Flea, Anthony Kiedis, Cliff Martinez a Hillel Slovak, pokud není uvedeno jinak.
| Pořadí | Název                      | Autor                            | Délka |
| ------ | -------------------------- | -------------------------------- | ----- |
| 1.     | Jungle Man                 |                                  | 4:09  |
| 2.     | Hollywood (Africa)         | The Meters                       | 5:03  |
| 3.     | American Ghost Dance       |                                  | 3:51  |
| 4.     | If You Want Me to Stay     | Sly Stone                        | 4:07  |
| 5.     | Nevermind                  | Flea, Kiedis, Jack Irons, Slovak | 2:47  |
| 6.     | Freaky Styley              |                                  | 3:39  |
| 7.     | Blackeyed Blonde           |                                  | 2:40  |
| 8.     | The Brothers Cup           |                                  | 3:27  |
| 9.     | Battleship                 |                                  | 1:53  |
| 10.    | Lovin' and Touchin'        |                                  | 0:36  |
| 11.    | Catholic School Girls Rule | Flea, Kiedis, Martinez           | 1:55  |
| 12.    | Sex Rap                    | Flea, Kiedis, Irons, Slovak      | 1:54  |
| 13.    | Thirty Dirty Birds         |                                  | 0:14  |
| 14.    | Yertle the Turtle          |                                  | 3:46  |

Remasterovaná verze z roku 2003 obsahuje tyto bonusy:
1. „Nevermind (Demo)“
2. „Sex Rap (Demo)“
3. „Freaky Styley (Original Long Version)“
4. „Millionaires Against Hunger (Unreleased)“